# Podvezica
Podvezica je slika olje na platnu francoskega slikarja Jeana Françoisa de Troyja iz leta 1724. Hrani se v Metropolitanskem muzeju umetnosti v New Yorku. Par k tej sliki je Izjava ljubezni iz istega leta.

## Opis
Slika, tako kot druge de Troyeve, je erotično nabita in prikazuje prizor intimnosti v fino okrašeni sobi med parom, morda ljubimcema, ki sta, sodeč po lepih oblačilih, iz plemstva. Ženska na levi si znova pritrjuje podvezico na nogo. Moški na njeni desni ponudi pomoč, vendar ona njegovo pomoč odločno zavrne s kretnjo roke. Moški trirog leži na tleh. Na njeni levi na mizici leži knjiga, kjer stoji tudi gol klasični ženski kipec. Za mizo ogledalo odseva kipec in prikazuje bližnje okno. Na levi strani na knjižni polici stoji lepa ura, okrašena s sedečim kipcem Saturna na dnu, v slogu, podobnem delu oblikovalca pohištva André-Charlesa Boulleja.
Mary Salzman pravi o tej sliki: »V Podvezici goli ženski kipec in ura razkrivata, da se bo mlada ženska, čeprav se je sprva upirala, pustila zapeljati. Sčasoma bo prišla v isto stanje slečenosti kot bron – začenši z njeno podvezico.«

## Analiza
Mary Salzman pravi o tej sliki: »V Podvezici goli ženski kipec in ura razkrivata, da bo mlada ženska, čeprav sprva nerada, zapeljana. Sčasoma bo dosegla enako nenaličeno stanje kot bron, začenši z njeno podvezico.«